# Autophila cataphanes
Autophila cataphanes là một loài bướm đêm trong họ Erebidae.